# Nordhumbrisch
Nordhumbrisch (Northumbrian) war ein Dialekt der altenglischen Sprache, der im Königreich Northumbria gesprochen wurde.

## Geographische Verbreitung

Altenglische Dialekte (dargestellt ist die Unterteilung in vier Dialektregionen nach Baugh/Cable und Obst/Schlemann. Weimann unterscheidet hingegen fünf Dialekte durch Ausgliederung des Ostanglischen.)

Seine Verbreitung reichte vom Fluss Humber nach Norden bis zum Firth of Forth.
Dieses Gebiet wurde nach der Landnahme der Angelsachsen von den Angeln besiedelt, ebenso wie die südlich des Humber gelegenen Gebiete, in denen Merzisch gesprochen wurde. Diese beiden Dialekte haben also bestimmte gemeinsame Charakteristika.
Da es keine Möglichkeit gibt, den gesprochenen Dialekt direkt nachzuweisen, ist man auf die Analyse der Besonderheiten altenglischer Handschriften angewiesen, die in diesem Gebiet entstanden. Bedeutende oder zumindest bekannte Schreibstuben bzw. Verwaltungszentren waren:
- Lindisfarne, 635–793 (–875), 1082–
- Whitby, 657–867, 1077–
- Wearmouth-Jarrow, 674–794 (–860)
- Hexham, 674–875, 1050–
- York (als Sitz des Erzbischofs seit 735 und als Sitz der Könige von Deira und später Northumbria), 626 -
- Durham
- Coldingham (Berwickshire)
- Hartlepool, 640–800

## Charakteristika
Bei der Betrachtung dialekttypischer Charakteristika ist die Klassifizierung als "nordhumbrisch" oder "anglisch" (also dem nordhumbrischen und merzischen gemein) nur als Hilfsvorstellung zu verstehen. In der Realität gibt es keine geographisch randscharfen Dialektmerkmale, die für alle Kennzeichen (Vokabular, Lautstand, Flexion usw.) die exakt gleiche Verbreitung haben. Vielmehr handelt es sich in der Regel um Häufigkeiten bestimmter Schreibungen, die in der einen oder anderen Region bzw. einer Handschrift einen Schwerpunkt bilden. Dabei können auch innerhalb derselben Textquelle Merkmale verschiedener Dialekte vorkommen. Abkürzungen in den folgenden Abschnitten: ws. = westsächsisch, germ. = germanisch, wgerm. = westgermanisch.

### Wortschatz
Ausgewählte Beispiele:
nordhumbrisch:
- æc-soð, afreon, aweorðan, asald, astyltan, bæersynnig, basnung, carr, dærstan, deadian, druncenig, drysn(i)an, eftbehealdan, eftsellan, eftersona, eftgemyndig, forlonge, forwost, hoga, infindan, leohtisern, ofergiwian, ofstigan, ondælan, sunset, towesan, untrymig, winnung uvm.[5]
- nordh. ēa aus germ. *ahwō 'water'

anglisch:
- bebycgan (verkaufen, ws. sellan), nemne (wenn nicht, ws. butan), -berende (versehen mit, ws. baere), z. B. atorbaerende (giftig, ws. atorbaere), oferhygd (Überheblichkeit, ws. modignys)
- acweðan, æswic, basnian, cofa, edwitan, embeht (ambeht), forcuman, geornness, giestærn, heonu, lixan, morðor, nænig, sceððan, symbel, telge, ðeofend, ðreat, wæccan, westig, wohfull, ymbsellan uvm.

### Flexion
nordhumbrisch:
- Infinitivendung -n entfällt häufig
- Präsensendungen auf -es
- nordhumbrische Form der 1. Pers. Sg. von habban: hafa (ws. haebbe) in Waldere, Fragment B (generell ist im nicht-ws. die 1. Pers. Sg.: -u, -o, -a)
- im Paradigma der starken Verben steht -s (meist realisiert als -st) nicht nur in der 2., sondern auch der 3. Pers. Sg. (Ursache ungeklärt). Daraus entwickelt sich ne. -s.
- Nom. Pl. exen (statt z. B. merzisch oexen, Nullstufe der Protoform germ. *uksnes)
- Beibehaltung der Nullstufe Gen. Sg. -ur/-or im altengl. Wort für 'father'
- 1. Pers. Pl. Possessiv ūsa (auch heute noch zwischen York und Stafford gebräuchlich)
- Akk. Sg. þene (neben þone) (e-Vokalismus im Akk. Sg.)
- seltene nordhumbrische Form 2. Pers. Sg. 'is' (vermutlich 3. Pers. Sg. benutzt für 2. Pers.)

anglisch:
- Nom. Akk. Pl. der ō-Stämme: -e im Anglischen (-a in ws.), aus dem ursprünglichen Akk. germ. *-ōns
- reduplizierte Präterita heht ('called'), leolc ('played'), leort ('let'), reord ('advised')
- häufiger r-Formen in 'to be' z. B. (e)aron
- 1. Sg. beom ('am')
- dedon neben dydon ('did')
- Ausbreitung von germ. *waljan ins Verbparadigma von 'will' (Präteritum angl. walde, altsächs. walda)

### Lautentwicklung und Phonologie
nordhumbrisch:
- Konjunktivform wælle statt ws. wille
- Zusammenfallen der Hinterzungenvokale a und o/u zu Schwa ab dem 10. Jhdt. (ws. erst ab 11. Jhdt.)

anglisch:
- die anglische Ebnung ("smoothing") macht durch die Monophthongierung des Brechungsdiphthongs vor velaren Konsonanten die Brechung von westgerm. *[e] rückgängig:
  - e vor [x] (berht statt beŏrht in Boethius, Vom Trost der Philosophie, Versfassung Ms. Cotton Otho A. VI, eigentl. ws. Text)
  - vor den velaren Konsonanten [k], [ɣ], [x] wird der Diphthong [æa] zu [e:], z. B. wird eac zu ēk, vgl. dazu auch im Mittelengl.: Geoffrey Chaucer: Canterbury Tales, Introduction – The General Prologue, Zeile 5: "Whan Zephirus eek with his sweete breeth..."
  - auch [eo] wird zu [e:] monophthongiert: sēc (statt seoc)
- vor [l] + Konsonant keine Palatalisierung westgerm. *[a] > altengl. [æ] (ald statt æld)
- keine Brechung von *[æ], sondern Wiederherstellung von [a] auch vor [r] in labialer Umgebung (innewardan statt innewærdan in Boethius, Vom Trost der Philosophie, Prosafassung Bodleian Ms. 180, eigentl. ws. Text)
- Bevorzugung von <o> statt <a> in späteren Texten für den denasalisierten Vokal [ɒ̃]
- wgerm. *[e] zwischen [w] und [r] + Konsonant entwickelt sich zu [ɔ], z. B. worpan in Ælfrics Lives of Saints, Leben der Heiligen Eugenia (eigentl. ws. Text); worc (statt weorc), hworfan (statt hweorfan) im Waldere, Fragment A (Ny kgl. saml. 167b)
- Erhaltung des Bindevokals in 3. Pers. Sg. Ind.: findeð (ws. fint), standeð (kein Umlaut des Wurzelvokals wie in ws. stent) in Waldere, Fragment B (Ny kgl. saml. 167b)

## Sprachzeugnisse
Es gibt nur wenige Sprachzeugnisse des nordhumbrischen Dialektes aus der altenglischen Periode. Die drei wichtigsten Quellen sind:
- die dem Priester Aldred zugeschriebene Interlinearglosse der Lindisfarne Gospels (Codex Lindisfarnensis, Cotton Nero D. IV) aus der Zeit zwischen 950 und 970, die im spätnordhumbrischen Dialekt abgefasst ist, mit einer "Mischung aus konservativen Zügen und Innovationen".[6] Einige Beispiele für auffallende Wortformen sind ðone (statt westsächsisch þanon), ðe (statt se), usig (statt us), bedon (statt bædon), diwble (statt deofle). Weitere Besonderheiten im Wortschatz siehe oben im entsprechenden Abschnitt.
- Aldreds Interlinearglosse im sog. Durhamer Rituale. Durham Cathedral A. IV. 19; 2. H. 10. Jh., wahrsch. um 970
- die Interlinearglosse im sog. Rushworth-Evangeliar (ausgenommen die Glossierung von Mt., Mk. 1-2,15 u. Joh. 18,1-3). Bodleian, Auct. D. 2.19; 2. H. 10. Jh., wahrsch. 950 - 970.

Ein weiteres bekanntes Beispiel ist der Death Song des Beda Venerabilis aus dem achten Jahrhundert, von welchem eine nordhumbrische Version in einer Kopie des neunten Jahrhunderts in Sankt Gallen vorliegt.
Darin sind die Wörter
- aeththa (statt westsächsisch oððe)
- hiniongae (statt westsächsisch heonengange)
- neid (statt westsächsisch nēd)
- thoncsnotturra (statt westsächsisch þances snotera)
- ymbhycggannae (statt westsächsisch gehicgenne)

wahrscheinlich typisch nordhumbrisch, und
- tharf (statt þearf)

zumindest anglisch (also typisch nordhumbrisch und merzisch).
(Die Schreibweise der Buchstaben thorn und eth als th (statt ð) sowie von ash als ae (statt æ) ist nicht dialekttypisch.)
Ebenfalls bekannt ist der Schöpfungshymnus von Cædmon, dessen erste Versionen im frühnordhumbrischen Dialekt vorliegen (die häufig zitierte Fassung aus Bedas Historia ecclesiastica repräsentiert jedoch eine westsächsische Form).
Erkennbare Dialektmerkmale sind:
- Beibehaltung des ungebrochenen a vor r+Konsonant: barnum (statt bearnum)
- Vokabular: aelda barnum (statt eorðan bearnum)

Nordhumbrische Dialektmerkmale tragen auch
- eine altenglische Runeninschrift aus der ersten Hälfte des 8. Jahrhunderts auf dem Urswick Cross, Furness (Cumbria).[11] Sie enthält geebnetes [e:] in bekun (statt beacn) und die Endung -s im Präsens des Verbparadigmas in gebidæs (statt gebiddað) (Imp. 2. Pers. Pl.).
- das Kreuz von Ruthwell.

Im "Northumbrian Gloss to the Gospel of St. Mark" sind u. a. zu beobachten:
- altes redupliziertes Präteritum des starken Verbs ws. (on)-drædan erscheint ausnahmslos als ondreard
- arð neben ws. eart
- Gen. Pl. scæ (ws. scoe)
- Diphthonge ei und ai z. B. in fifteig, gefraign
- Metathesis von r vor ht, kommt im nordh. häufig vor: brehi statt berhto, frohto, frohtende, wrihtes (neben wyrihte und worhte)
- sehr regelmäßig Verlust von abschließendem inflektionalem -n
- dreimal hundrað neben hundradum
- fremðe neben fremde
- nordh. h statt finalem c in unbetonten Silben, z. B. ah, meh (neben mec), ðeh (neben ðec), usih (neben usic)

Schließlich kann auch die harte Aussprache des c, zum Beispiel in cald ('cold') gegenüber der weichen Aussprache ċald / ċeald, die sich im Westsächsischen entwickelt, als nordhumbrisches (und zugleich merzisches) Dialektmerkmal gesehen werden. Nach der normannischen Eroberung wurde diese Aussprache zum englischen Standard.
Solche Einzelnachweise repräsentieren jedoch immer eine bestimmte Entstehungszeit und eine Schreibschule. Die mundartliche Gliederung Englands dürfte wesentlich komplexer gewesen sein, als es die vereinfachende Darstellung in vier oder fünf Dialekte suggeriert – eine "Reinform der postulierten Dialekte" war praktisch nicht existent. Stattdessen kann und muss für jedes sprachliche Einzelmerkmal eine eigene geographische und zeitliche Verteilung betrachtet werden.

## Historische Entwicklung
Zeit und Ursache der Entstehung altenglischer Dialekte sind umstritten. Wahrscheinlich brachten die Invasorengruppen bereits einige sprachliche Unterschiede vom Festland mit, während sich andere erst auf der Insel im Laufe der Jahrhunderte entwickelten. Die Theorie, dass die Dialekte zeitlich nacheinanderfolgende Einwanderungen aus demselben Ursprungsgebiet repräsentieren, ist widerlegt worden.
Im 7. Jahrhundert hatte Nordhumbrien eine politische und kulturelle Vorrangstellung, so dass man für den dortigen Sprachgebrauch eine über die Region hinausreichende Wirkung vermuten kann. Die Schreibschulen der Klöster Lindisfarne und Whitby spielten eine bedeutende Rolle. Bedeutungsverlust des Dialektes insbesondere als Schriftsprache ist durch die Plünderung des Klosters Lindisfarne 793 und dessen Aufgabe 875 sowie die Zerstörung des Klosters Whitby 867 anzunehmen. Nahezu alle monastischen Strukturen im Norden und Osten wurden in dieser Zeit vernichtet, bis es im ausgehenden 10. und 11. Jahrhundert zu zahlreichen Wiederherstellungen und Neugründungen kam.
Seit der Wikingerzeit zwischen 793 und 954 macht sich skandinavischer Einfluss auf den Dialekt bemerkbar. Dieser Einfluss kann zum Beispiel in Wulfstans Sermo Lupi ad Anglos in Wörtern wie grið, griðian, lagu, þrael, nydgyld und þegengylde vermutet werden. Für diese Zeit sind rund 150 altnordische Wörter im altenglischen Wortschatz belegt. Vermutlich gab es auch einen sehr hohen Grad von Zweisprachigkeit in der Bevölkerung der skandinavisch besetzten Gebiete.
Nach dem Übergang zur mittelenglischen Sprache wird der nördlich des Humber gelegene Dialekt als 'Northern' bezeichnet.
Auch heute noch besitzen diese Gebiete eigene sprachliche Charakteristika; so beschäftigt sich zum Beispiel die Northumbrian Language Society unter anderem mit der Förderung des Dialektes der heutigen Grafschaft Northumbria, die einen Teil des altenglischen Dialektgebietes abdeckt.